# Curtis (50 Cent)
Curtis è il quarto album in studio del rapper statunitense 50 Cent, pubblicato l'11 settembre 2007. 
Pubblicato dalla Aftermath Entertainment e dalla Interscope Records, il disco è stato prodotto da Dr. Dre, Eminem e Timbaland, tra gli altri.
Curtis ha ottenuto un notevole successo commerciale. L'album ha debuttato alla posizione numero 2 della classifica Billboard 200, vendendo oltre 699.000 unità nella sua prima settimana di pubblicazione. Oltre alle buone vendite, il disco ha ricevuto recensioni positive da parte di molti critici musicali.

## Tracce
| #  | Titolo                                                                 | Produttori                                                                           | Featured guest(s)               | Esemplari | Durata |
| -- | ---------------------------------------------------------------------- | ------------------------------------------------------------------------------------ | ------------------------------- | --- | ------ |
| 1  | "Intro"                                                                | Eminem                                                                               |                                 | - Contains dialogue from the motion picture Shooters, dialogue excerpts spoken by Andrew Howard and Matthew Rhys                                 | 0:51   |
| 2  | "My Gun Go Off"                                                        | Adam Deitch & Eric Krasno                                                            |                                 | - Contains a small sample of "Lose Yourself" by Eminem                                                                                           | 3:12   |
| 3  | "Man Down" (censored)                                                  | Detroit Red, co-produced by Don Cannon                                               |                                 | - Contains elements from "Scooby Doo Theme" by Ben Raleigh and David Mook                                                                        | 2:50   |
| 4  | "I'll Still Kill"                                                      | DJ Khalil                                                                            | Akon                            | | 3:41   |
| 5  | "I Get Money"                                                          | Apex                                                                                 |                                 | - Contains elements from "Top Billin'" by Audio Two                                                                                              | 3:44   |
| 6  | "Come & Go"                                                            | Dr. Dre (keyboards by Dawaun Parker & Mark Batson)                                   | Dr. Dre                         | - Contains replayed elements from "Just Be Good to Me" by Jimmy Jam and Terry Lewis, performed by The SOS Band                                   | 3:29   |
| 7  | "AYO Technology"                                                       | Timbaland, co-produced by Danja                                                      | Justin Timberlake & Timbaland   | | 4:08   |
| 8  | "Follow My Lead"                                                       | Tha Bizness                                                                          | Robin Thicke                    | | 3:18   |
| 9  | "Movin on Up"                                                          | Jake One                                                                             |                                 | - Contains elements from "Give Me Just Another Day" by The Miracles - "Do It Baby" by The Miracles - "Nuttin' but a Drumbeat" by Russell Simmons | 3:24   |
| 10 | "Straight to the Bank"                                                 | Ty Fyffe, additional production by Dr. Dre                                           |                                 | | 3:11   |
| 11 | "Amusement Park"                                                       | Dangerous LLC                                                                        |                                 | | 3:09   |
| 12 | "Fully Loaded Clip"                                                    | Havoc                                                                                |                                 | | 3:14   |
| 13 | "Peep Show"                                                            | Eminem (keyboards by Mike Strange, additional keyboards by Jeff Bass & Tony Campana) | Eminem                          | | 3:52   |
| 14 | "Fire"                                                                 | Dr. Dre (keyboards by Dawaun Parker & Mark Batson)                                   | Nicole Scherzinger & Young Buck | | 2:50   |
| 15 | "All of Me"                                                            | Jake One                                                                             | Mary J. Blige                   | | 3:52   |
| 16 | "Curtis 187"                                                           | Havoc                                                                                |                                 | | 3:58   |
| 17 | "Touch the Sky"                                                        | K-Lassik Beats                                                                       | Tony Yayo                       | | 3:10   |
| *  | "Smile (I'm Leavin')" (iTunes pre-order bonus track/Japan bonus track) | K-Lassik Beats                                                                       |                                 | | 4:29   |
| *  | "I Get Money (Forbes 1-2-3 Remix) (iTunes Bonus Track)                 | Apex                                                                                 | Diddy & Jay-Z                   | | 4:31   |
| *  | "Hustler's Ambition" (UK bonus track)                                  | B-Money "B$"                                                                         |                                 | | 4:02   |

## Classifiche
| Classifiche (2007) | Posizione massima |
| ------------------ | ----------------- |
| Australia          | 1                 |
| Austria            | 4                 |
| Belgio             | 3                 |
| Canada             | 2                 |
| Italia             | 9                 |
| Paesi Bassi        | 3                 |
| Europa             | 1                 |
| Francia            | 3                 |
| Germania           | 2                 |
| Irlanda            | 1                 |
| Norvegia           | 4                 |
| Nuova Zelanda      | 1                 |
| Svizzera           | 1                 |
| Regno Unito        | 2                 |
| Stati Uniti        | 2                 |

## Distribuzione
L'album è stato pubblicato l'11 settembre 2007, insieme all'album Graduation di Kanye West, in quanto quest'ultimo aveva fatto slittare l'uscita del suo disco per farla combaciare con quella di Curtis. Questa è stata una sorta di "battaglia delle vendite" tra i due rapper che ha attirato molto l'attenzione dei media, soprattutto negli Stati Uniti. Alla fine la sfida è stata vinta, com'era prevedibile già dalla prima settimana di vendite, da Kanye West.